# Bandiera della Prefettura di Kyoto
La bandiera della prefettura di Kyoto è la bandiera ufficiale dell'omonima prefettura del Giappone. L'emblema e la bandiera della prefettura sono stati adottati il 2 novembre 1976 con legge n. 627 e n. 628.

## Descrizione
Il rapporto della bandiera è 10x14, con le dimensioni dell'emblema 6,5x5,6 unità. Le sei foglie simboleggiano il carattere elegante dell'antica capitale della località e il kanji kyo 京 al centro forma una forma umanoide. La bandiera, nel suo insieme rappresenta la coesione e la solidarietà delle persone.

## Bandiere storiche

Vecchia bandiera della Prefettura di Kyoto